# أدب معجبين

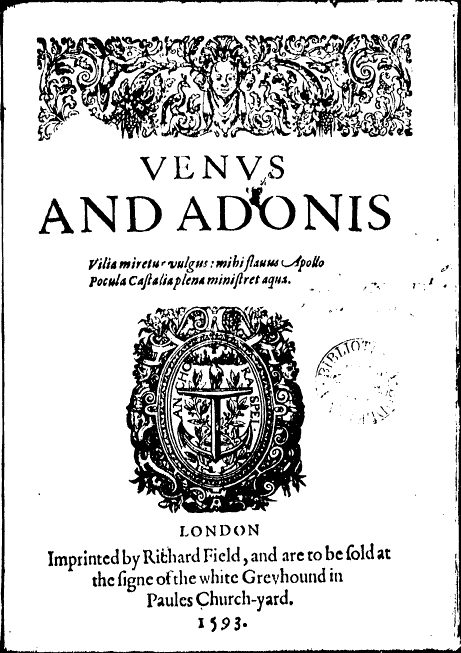

أدب المعجبين أو الهواة أو فان فيكشن (بالإنجليزية: fan fiction)‏ وهي قصص خيالية، تقودها شخصيات معروفة —خيالية، أو حقيقة— نادرا ما تكون هذه الأعمال عملا لكاتب مشهور؛ فهي عادة ما تكتب من قبل معجبين حيث تكون الشخصية الرئيسية شخصية واقعية مشهورة ومعروفة، لكن أحداث القصة تكون مختلفة عن حياة الشخصية في الواقع.